# Diecezja Kajenny
Diecezja Kajenny (łac. Dioecesis Caiennensis, fr. Diocèse de Cayenne) – rzymskokatolicka diecezja ze stolicą w Kajennie, w Gujanie Francuskiej. Obejmuje w całości obszar tego departamentu zamorskiego.
Diecezja Kajenna jest sufraganią metropolii Fort-de-France, której stolica arcybiskupia znajduje się na Martynice.

## Historia
W 1651 została erygowana Prefektura Apostolska Gujany Francuskiej - Kajenny.
Status prefektury apostolskiej utrzymał się aż do 10 stycznia 1933, gdy została ona podniesiona do godności wikariatu apostolskiego. Nowa nazwa brzmiała Wikariat Apostolski Gujany Francuskiej – Kajenny.
W dniu 29 lutego 1956 Stolica Apostolska podniosła wikariat apostolski do rangi diecezji i nadała jej nazwę diecezja Kajenna.

## Główne świątynie
- Katedra: Katedra Świętego Zbawiciela w Kajennie

## Biskupi Kajenny

### Prefekci apostolscy Gujany Francuskiej – Kajenny[1]
Prefekci apostolcy nie mieli święcień biskupich
- Giustino Fabre CSSp (1923 – 1924 zmarł)
- Leone Delaval CSSp (15 stycznia 1925 – 1932 zmarł)

### Wikariusze apostolscy Gujany Francuskiej – Kajenny
- Pierre-Marie Gourtay CSSp (15 stycznia 1933 – 16 września 1944 zmarł)
- Alfred Aimé Léon Marie CSSp (12 stycznia 1945 – 29 lutego 1956) mianowany biskupem Kajenny

### Biskupi Kajenny
- Alfred Aimé Léon Marie CSSp (29 lutego 1956 – 1 marca 1973)
- François-Marie Morvan CSSp (1 marca 1973 – 1998)
- Louis Sankalé (27 czerwca 1998 – 18 czerwca 2004) następnie mianowany biskupem koadiutorem Nicei
- Emmanuel Lafont (18 czerwca 2004 – 26 października 2020)
- Alain Ransay (od 10 grudnia 2021)